# Кольчиньский, Роман
Роман Кольчиньский (пол. Roman Kolczyński; 23 мая 1924—1984) — польский офицер гражданской милиции (MO), комендант MO в нескольких городах ПНР. Известен как участник подавления рабочих протестов в декабре 1970.

## Начало службы
Родился в Лодзи. Ещё до окончания войны, в январе 1945, 20-летний Роман Кольчиньский поступил на службу в гражданскую милицию (MO), созданную руководством коммунистической ППР. Служил в Лодзи, затем был заместителем коменданта милиции в Пулавах и Люблине. В 1947—1948 — инструктор по политической части милицейского училища в Люблине.
В марте 1948 Роман Кольчиньский был назначен комендантом гражданской милиции Красника. С января 1950 — инспектор милиции в Познани, в апреле того же года переведён в распоряжение главной комендатуры MO. С октября 1952 — комендант гражданской милиции Лодзи. В августе 1953 Кольчиньский был назначен начальником отдела кадров главной комендатуры гражданской милиции ПНР. Состоял в правящей коммунистической ПОРП.

## Гданьский комендант
1 января 1957 Роман Кольчиньский в звании подполковника был назначен комендантом гражданской милиции Гданьского воеводства. Занимал этот пост восемнадцать с половиной лет — до 1 июня 1975. Был повышен в звании до полковника MO. На этот период пришлись такие события, как студенческие волнения марта 1968 и рабочие протесты декабря 1970. В обоих случаях Кольчиньский выступал активным проводником репрессивного курса.
21 марта 1968 полковник Кольчиньский разослал циркуляр в повятские комендатуры с указанием задерживать «сионистов» — участников демонстраций. Действия воеводской милицейской комендатуры тесно координировались с органом политического сыска — Службой безопасности ПНР (SB), циркуляр был подписан также местным начальником SB полковником Пехником.
11 декабря 1970 полковник Кольчиньский учредил в Гданьске Воеводский штаб управления — для руководства действиями в экстренной ситуации (формально начальником штаба он назначил своего заместителя полковника Афтыку, заместителем по SB являлся полковник Пожога). 14 декабря 1970 Кольчиньский вошёл в оперативный штаб подавления, созданный партийно-государственным руководством, выполнял указания заместителя министра внутренних дел ПНР генерала Слабчика и главного коменданта MO генерала Петшака. 17 декабря 1970 — день кровопролитных столкновений — Кольчиньский информировал руководство об успехах в «умиротворении» и отмечал «твёрдую позицию MO, SB и армии». При основном участии подчинённой Кольчиньскому милиции в Гданьском воеводстве были арестованы около 2,3 тысячи человек.
Другой проблемой Кольчиньского как коменданта милиции являлись футбольные болельщики — особенно во время матчей гданьской команды Lechia с гдыньской Arka. 1 сентября 1973 в Гдыне ожидались массовые фанатские беспорядки. Распоряжением Кольчиньского к стадиону Arka были стянуты крупные силы MO, ZOMO и ORMO. Серьёзных эксцессов во время игры и сразу после неё, однако, не случилось. Только вечером, возвращаясь из Гдыни в Гданьск, фанаты устроили хулиганские акции на одной из железнодорожных станций. Двенадцать человек были задержаны.
За годы службы Роман Кольчиньский был награждён рядом орденов и медалей ПНР.

## Последняя должность
В 1975 в ходе административной реформы было учреждено Торуньское воеводство. Возглавлять новую воеводскую комендатуру гражданской милиции 1 июня 1975 был назначен Роман Кольчиньский (в Гданьске его сменил Ежи Анджеевский). Оставался в этой должности менее трёх лет: 28 февраля 1978 заменён полковником Зеноном Марцинковским.
Информация о дальнейшей службе Кольчиньского, как и о его отношении к политическим событиям в Польше первой половины 1980-х, в источниках отсутствует. Датой его смерти называют 1984.